# Guō Mòruò
Guō Mòruò (郭沫若; alla nascita Guō Kāizhēn 郭开贞; nome di cortesia Dǐng Táng 鼎堂) (Leshan, 16 novembre 1892 – Pechino, 12 giugno 1978) è stato uno scrittore, poeta, drammaturgo, storico, archeologo e politico cinese.

## Biografia

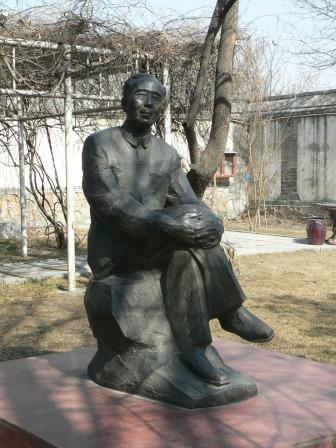
Statua di Guo Moruo nel parco Shichahai di Pechino.

Guō Mòruò nacque in una famiglia di commercianti e seguì gli studi classici a Chengdu. Nel 1912 acconsentì ad un matrimonio combinato dalla famiglia, che ruppe pochi giorni dopo. Terminati gli studi secondari, nel 1914 lasciò la Cina e si recò in Giappone dove studiò prima la lingua locale a Okayama, e poi medicina nell'Università imperiale del Kyushu. Oltre alla medicina, i suoi studi si indirizzarono alle lingue e letterature straniere, in particolare il latino, l'inglese e il tedesco. Fondatore e animatore dell'associazione letteraria "Creazione" (创造社 Chuàng zào shè), portatrice delle istanze di rinnovamento del Movimento del 4 maggio 1919, pubblicò nel 1921 la sua prima e fondamentale raccolta di poesie, Dee (女神, Nǚshén). In questo periodo sposò una giapponese, Sato Komiko, dalla quale ebbe cinque figli.
Nel 1926 partecipò alla Spedizione del Nord agli ordini di Chiang Kai-shek. Nel 1927 aderì al Partito Comunista Cinese e partecipò alla Rivolta di Nanchang; nel febbraio 1928 fu costretto a fuggire in Giappone per sottrarsi all'arresto. Il suo esilio in Giappone durò dieci anni, durante i quali scrisse gli Studi sulla società della Cina antica (中國古代社會研究, Zhōngguó gǔdài shèhuì yánjiū, 1930), che esaminavano la storia della società feudale cinese in un'ottica marxista. Lo scoppio del conflitto col Giappone lo costrinse a rientrare in patria, dove la moglie giapponese non lo seguì. Unitosi ad altri artisti diede vita ad un movimento di resistenza e propaganda, scrivendo sceneggiature di film e opere teatrali: Qū Yuán (屈原), sulla vita del celebre poeta (340-278 a.C.); Hǔ Fú (虎符); Táng dì zhīhuā (棠棣之花); Nán Guān Cǎo (南冠草); Kǒngquè Dǎn (孔雀膽); Gāo Jiànlí (高漸離).
Con l'avvento della Repubblica Popolare Cinese, Guō Mòruò ricoprì importanti cariche: vice premier del Consiglio di Stato, primo direttore dell'Accademia delle Scienze, presidente della Federazione Nazionale della Letteratura e dell'Arte, vice presidente del Comitato permanente del Congresso nazionale del popolo e della Conferenza consultiva politica, presidente della Nuova Università scientifica e tecnica (中国科学技术大学) di Pechino. Nel 1951 fu insignito del Premio Stalin per la pace. Al contrario della maggioranza degli scrittori e intellettuali cinesi, Guō Mòruò non ebbe problemi durante il periodo della rivoluzione culturale, grazie anche ai buoni rapporti che ebbe con Mao Zedong e Jiang Qing.

## Opere

### Poesia
- Dee, 1921 (女神, Nǚshén, raccolta di poesie)
- Stelle, 1923 (星空, Xīng Kōng, raccolta di poesie)
- Il vaso, 1927 (瓶, Píng, raccolta di poesie)
- Qián Máo, 1928 (前茅, poesie)
- Restaurazione, 1928 (恢复, Huī fù, poesie)
- Cicale, 1948 (Poesie)
- Cento fiori sbocciano, 1957 (Poesie)

### Prosa
- L'olivo, 1926 (橄欖, Gǎn lǎn, racconti autobiografici)
- Foglie cadenti, 1926 (落叶, Luò yè, romanzo epistolare)
- Tǎ, 1926 (塔, racconti)
- Shuǐpíng xiàn xià, 1928 (水平线下, racconti, saggi)
- La mia fanciullezza, 1929 (我的幼年, Wǒde yòu nián, autobiografia)
- Studi sulla società della Cina antica, 1930 (中國古代社會研究, Zhōngguó gǔdài shèhuì yánjiū, saggio storico)
- Il gatto nero, 1930 (黑猫, Hēi māo, autobiografia)
- Corpus delle iscrizioni su bronzo delle due dinastie Zhou, 1935 (两周金文辞大系图录考释, Liǎng zhōu jīnwén cí dà xì tú lù kǎo shì, saggio storico-archeologico)
- Canto delle onde, 1948 (autobiografia)

### Teatro
- Wáng Zhāojūn, 1923 (王昭君, opera teatrale)
- Tre donne ribelli, 1926 (三个叛逆的女性, Sānge pànnì de nǚxìng , opera teatrale)
- Gānyuànzuò pào huī, 1938 (甘愿做炮灰, opera teatrale)
- Qū Yuán, 1942 (屈原, opera teatrale)
- Cài Wénjī, 1959 (蔡文姬, opera teatrale)
- Wǔ Zétiān, 1960 (武則天, opera teatrale)

### Edizioni italiane
- Al tempo del diluvio; a cura di Anna Bujatti. Roma, Flaminia, [1992].
- Le dee; a cura e con introduzione di Anna Bujatti. Pesaro, Editrice Flaminia, 1987.

### Edizioni in inglese
- Chu Yuan, a play in five acts, trad. Yang Hsienyi e Gladys Yang. Peking, Foreign Languages Press, 1953.
- A Study of the inscriptions on bronze Zare of Shang and Zhou dynasties. Beijing, Science Press of China, 1961.
- Selected poems from The Goddesses. Peking, Foreign Languages Press, 1978.
- Five Historical Plays, trad. Fumin Peng e Bonnie S. McDougall. Peking, Foreign Languages Press, 1984.

### Saggi
- Roy, David Tod, Kuo Mo-jo: the early years. Cambridge, Mass., Harvard University Press, 1971.
- Yuan, Emily Woo, Kuo Mo-jo: the literary profile of a modern revolutionary, 1924 to 1949. Ann Arbor, UMI, 1985.
- Chen, Rose Jui-chang, Human hero and exiled god: Chinese thought in Kuo Mo-jo's "Chu Yuan". Ann Arbor, UMI, 1985.
- Shi, Zhongyi, Étude sur l'occidentalisme romantique de Guo Moruo, un poète chinois contemporain. Berne, Lang, 1993
- Xiaoming Chen, From the May Fourth Movement to Communist Revolution: Guo Moruo and the Chinese Path to Communism. State University of New York Press, 2007.